# Stal Gorzów Wielkopolski (żużel) w sezonie 2022
Sezon 2022 był 56. Stali Gorzów Wielkopolski w ekstralidze i 75. w historii klubu.

## Rozgrywki

### Statystyki
Zasady klasyfikacji: minimum 1 start w rozgrywkach ekstraligi w sezonie 2022.
| Msc. | Żużlowiec          | Wiek | M. | B.  | Pkt. | Bon. | Razem | Śr. bieg. | KSM |
| ---- | ------------------ | ---- | -- | --- | ---- | ---- | ----- | --------- | --- |
| 1    | Bartosz Zmarzlik   | 27   | 20 | 106 | 278  | 6    | 284   | 2,679     | –   |
| 5    | Martin Vaculík     | 32   | 19 | 89  | 190  | 12   | 202   | 2,270     | –   |
| 10   | Anders Thomsen     | 28   | 14 | 65  | 116  | 17   | 133   | 2,046     | –   |
| 19   | Szymon Woźniak     | 29   | 19 | 100 | 170  | 15   | 185   | 1,850     | –   |
| 42   | Patrick Hansen     | 24   | 20 | 84  | 79   | 11   | 90    | 1,071     | –   |
| 46   | Mateusz Bartkowiak | 19   | 15 | 43  | 30   | 5    | 35    | 0,814     | –   |
| nsk  | Oskar Paluch       | 16   | 11 | 35  | 35   | 2    | 37    | 1,057     | –   |
| nsk  | Wiktor Jasiński    | 22   | 12 | 36  | 28   | 10   | 38    | 1,056     | –   |
| nsk  | Oskar Hurysz       | 16   | 6  | 17  | 4    | 1    | 5     | 0,294     | –   |
| nsk  | Oliwier Ralcewicz  | 17   | 2  | 5   | 1    | 0    | 1     | 0,200     | –   |
| nsk  | Jakub Stojanowski  | 19   | 6  | 18  | 2    | 0    | 2     | 0,111     | –   |

Wiek według roku urodzenia. Żużlowcy do 21 lat - młodzieżowcy (inaczej juniorzy),
M. - liczba meczów, B. - liczba biegów, Pkt. - liczba punktów, Bon. - liczba bonusów,
Razem - suma Pkt. i Bon., Śr. bieg. - iloraz Razem przez B., KSM - iloczyn Śr. bieg. bez Bon. razy 4,
Msc. - miejsce na liście klasyfikacyjnej, nsk - żużlowiec niesklasyfikowany

### PGE Ekstraliga
| 1 runda 8 kwietnia 2022 | Moje Bermudy Stal Gorzów Wielkopolski | 44:46 | Motor Lublin | Stadion im. Edwarda Jancarza Widzów: 7 000 Sędzia: Krzysztof Meyze |
| 1 runda 8 kwietnia 2022 | 9. Woźniak 6 (2,1,2,1) 10. Thomsen 8 (3,0,3,0,2) 11. Vaculík 9 (3,0,2,3,1) 12. P. Hansen 7 (2,2,0,2,1) 13. Zmarzlik 9 (3,0,2,2,2) 14. Ralcewicz 0 (0,0,–) 15. Bartkowiak 5 (1,1,3,0) 16. Jasiński ns | 44:46 | 1. Michelsen 14 (1,3,1,3,3,3) 2. Drabik 7 (0,2,0,2,3) 3. Hampel 6 (0,1,3,1,1,w) 4. Tudzież 0 (–,–,–,–,–) 5. G. Łaguta ZZ 6. Lampart 5 (2,2,1) 7. Cierniak 6 (3,2,0,1) 8. Kubera 8 (1,1,3,3,w,0) | Stadion im. Edwarda Jancarza Widzów: 7 000 Sędzia: Krzysztof Meyze |

| 2 runda 17 kwietnia 2022 | Fogo Unia Leszno | 46:44 | Moje Bermudy Stal Gorzów Wielkopolski | Stadion im. Alfreda Smoczyka Widzów: 7 000 Sędzia: Artur Kuśmierz |
| 2 runda 17 kwietnia 2022 | 9. Doyle 7 (3,1,w,0,3) 10. Kołodziej 12 (3,2,2,2,3) 11. Bellego 8 (0,3,1,3,1) 12. Lidsey 5 (2,0,2,1) 13. Pi. Pawlicki 10 (1,3,3,3,w) 14. Borowiak 0 (w,0,–) 15. H. Jabłoński 4 (3,0,1) 16. Mencel 0 (0) | 46:44 | 1. Woźniak 10 (2,1,3,3,1) 2. Vaculík 7 (0,2,1,2,2) 3. Thomsen 5 (1,2,2,0) 4. P. Hansen 6 (2,1,1,2,0) 5. Zmarzlik 12 (3,3,3,1,2) 6. Bartkowiak 3 (2,1,0) 7. Ralcewicz 1 (1,0,0) 8. Jasiński ns | Stadion im. Alfreda Smoczyka Widzów: 7 000 Sędzia: Artur Kuśmierz |

| 3 runda 24 kwietnia 2022 | Moje Bermudy Stal Gorzów Wielkopolski | 47:43 | For Nature Solutions Apator Toruń | Stadion im. Edwarda Jancarza Widzów: 10 500 Sędzia: Paweł Słupski |
| 3 runda 24 kwietnia 2022 | 9. Woźniak 12 (3,2,2,3,2) 10. Thomsen 5 (2,1,0,2,0) 11. Vaculík 10 (0,3,3,2,2) 12. P. Hansen 3 (0,1,1,1) 13. Zmarzlik 15 (3,3,3,3,3) 14. Stojanowski 0 (0,0,d) 15. Bartkowiak 2 (2,0,0) 16. Jasiński ns | 47:43 | 1. Dudek 10 (1,3,2,1,0,3) 2. Lambert 11 (2,1,2,3,3,0) 3. Przedpełski 8 (2,2,1,2,0,1) 4. Sajfutdinow ZZ 5. J. Holder 8 (1,0,3,2,1,1) 6. Lewandowski 4 (3,1,0) 7. Zieliński 2 (1,0,1) 8. Żupiński ns | Stadion im. Edwarda Jancarza Widzów: 10 500 Sędzia: Paweł Słupski |

| 4 runda 29 kwietnia 2022 | ZOOLeszcz GKM Grudziądz | 39:51 | Moje Bermudy Stal Gorzów Wielkopolski | Stadion żużlowy w Grudziądzu Widzów: 7 000 Sędzia: Michał Sasień |
| 4 runda 29 kwietnia 2022 | 9. Prz. Pawlicki 1 (0,1,0,–,0) 10. Kasprzak 11 (3,2,1,2,1,d,2) 11. Jakobsen 7 (2,1,1,w,3) 12. Tarasienko ZZ 13. Pedersen 13 (3,1,2,3,1,3) 14. Łobodziński 3 (3,0,–) 15. Pludra 4 (2,u,0,2) 16. Krakowiak 0 (0,0) | 39:51 | 1. Woźniak 8 (1,3,2,0,2) 2. Thomsen 11 (2,2,3,3,1) 3. Vaculík 10 (3,2,3,2) 4. P. Hansen 9 (2,3,1,2,1) 5. Zmarzlik 10 (1,3,3,3,–) 6. Bartkowiak 2 (1,1,0) 7. Stojanowski 1 (0,0,1) 8. Jasiński 0 (w) | Stadion żużlowy w Grudziądzu Widzów: 7 000 Sędzia: Michał Sasień |

| 5 runda 8 maja 2022 | Moje Bermudy Stal Gorzów Wielkopolski | 50:40 | Zielona-energia.com Włókniarz Częstochowa | Stadion im. Edwarda Jancarza Widzów: 11 200 Sędzia: Paweł Słupski |
| 5 runda 8 maja 2022 | 9. Jasiński 6 (0,3,2,w,1) 10. Thomsen 12 (3,2,3,1,3) 11. Vaculík 12 (3,3,3,2,1) 12. P. Hansen 2 (0,w,0,2) 13. Zmarzlik 15 (3,3,3,3,3) 14. Stojanowski 0 (d,0,0) 15. Bartkowiak 3 (2,0,1) 16. Salonen ns | 50:40 | 1. Madsen 12 (2,2,1,3,2,2) 2. Smektała 5 (1,1,0,3,0) 3. Lindgren 6 (1,1,2,2,0) 4. Jeppesen 5 (1,2,1,1) 5. Woryna 3 (2,w,1,0,–) 6. Miśkowiak 5 (1,2,2) 7. Świdnicki 4 (3,1,0) 8. Rozaluk ns | Stadion im. Edwarda Jancarza Widzów: 11 200 Sędzia: Paweł Słupski |

| 6 runda 22 maja 2022 | Betard Sparta Wrocław | 46:44 | Moje Bermudy Stal Gorzów Wielkopolski | Stadion Olimpijski we Wrocławiu Widzów: 12 608 Sędzia: Paweł Słupski |
| 6 runda 22 maja 2022 | 9. A. Łaguta ZZ 10. Panicz 0 (–,–,–,–,–) 11. Woffinden 8 (1,w,1,1,2,3) 12. Czugunow 10 (1,3,2,2,2,0) 13. Janowski 16 (2,3,3,3,3,2) 14. Kowalski 4 (3,1,0) 15. Curzytek 2 (1,0,1) 16. Bewley 6 (0,3,1,0,1,1) | 46:44 | 1. Woźniak 9 (3,1,3,1,1) 2. Thomsen 7 (0,2,2,3,0) 3. Vaculík 8 (2,2,2,0,2) 4. P. Hansen 3 (2,1,–,–) 5. Zmarzlik 14 (3,3,3,2,3) 6. Bartkowiak 2 (2,0,0) 7. Stojanowski 0 (0,0,0) 8. Jasiński 1 (1,0) | Stadion Olimpijski we Wrocławiu Widzów: 12 608 Sędzia: Paweł Słupski |

| 7 runda 3 czerwca 2022 | Moje Bermudy Stal Gorzów Wielkopolski | 55:35 | Arged Malesa Ostrów Wielkopolski | Stadion im. Edwarda Jancarza Widzów: 10 200 Sędzia: Piotr Lis |
| 7 runda 3 czerwca 2022 | 9. Woźniak 9 (3,3,1,2) 10. Thomsen 12 (3,2,3,2,2) 11. Vaculík 10 (1,3,3,–,3) 12. P. Hansen 5 (1,2,1,0,1) 13. Zmarzlik 12 (3,3,3,3,–) 14. Hurysz 2 (2,0,0) 15. Bartkowiak 3 (3,0,0) 16. Jasiński 2 (2,0) | 55:35 | 1. Berntzon 8 (2,1,1,2,1,1) 2. Gapiński 5 (0,2,0,3,0) 3. Walasek ZZ 4. Nielsen 7 (2,0,2,–,1,2) 5. Ch. Holder 11 (2,1,2,3,0,3) 6. Krawczyk 1 (u,1,0) 7. S. Szostak 2 (1,0,1) 8. Sorensen 1 (0,1) | Stadion im. Edwarda Jancarza Widzów: 10 200 Sędzia: Piotr Lis |

| 8 runda 10 czerwca 2022 | Arged Malesa Ostrów Wielkopolski | 34:55 | Moje Bermudy Stal Gorzów Wielkopolski | Stadion Miejski w Ostrowie Wielkopolskim Widzów: 5 666 Sędzia: Krzysztof Meyze |
| 8 runda 10 czerwca 2022 | 9. Berntzon 9 (0,3,2,3,1,0) 10. Gapiński 5 (3,1,0,–,1) 11. Walasek 2 (1,t,1,–) 12. Nielsen 6 (2,1,2,1,0,0) 13. Ch. Holder 9 (1,3,2,1,2) 14. Krawczyk 2 (2,d,0,0) 15. S. Szostak 1 (1,0,0) 16. Sorensen ns | 34:55 | 1. Woźniak 11 (3,2,3,2,1) 2. Thomsen 7 (0,1,1,3,2) 3. Vaculík 10 (2,3,3,2) 4. P. Hansen 8 (2,2,1,0,3) 5. Zmarzlik 14 (3,2,3,3,3) 6. Bartkowiak 0 (u,–,–) 7. Paluch 5 (3,0,2) 8. Jasiński ns | Stadion Miejski w Ostrowie Wielkopolskim Widzów: 5 666 Sędzia: Krzysztof Meyze |

| 9 runda 19 czerwca 2022 | Moje Bermudy Stal Gorzów Wielkopolski | 52:38 | Betard Sparta Wrocław | Stadion im. Edwarda Jancarza Widzów: 10 568 Sędzia: Paweł Słupski |
| 9 runda 19 czerwca 2022 | 9. Woźniak 12 (2,3,2,2,3) 10. Thomsen 9 (3,1,3,1,1) 11. Vaculík 13 (3,3,3,3,1) 12. P. Hansen 0 (0,0,–,–) 13. Zmarzlik 13 (2,3,3,2,3) 14. Hurysz 1 (1,0,0) 15. Paluch 3 (3,0,0) 16. Jasiński 1 (1,0) | 52:38 | 1. Panicz 0 (0,–,–,–,–) 2. Bewley 12 (3,2,2,1,2,2,0) 3. Woffinden 7 (1,2,1,0,3,0,0) 4. A. Łaguta ZZ 5. Janowski 12 (1,1,2,2,1,3,2) 6. Kowalski 7 (2,1,1,2,0,1) 7. Curzytek 0 (d,d,–) | Stadion im. Edwarda Jancarza Widzów: 10 568 Sędzia: Paweł Słupski |

| 10 runda 26 czerwca 2022 | Zielona-energia.com Włókniarz Częstochowa | 50:40 | Moje Bermudy Stal Gorzów Wielkopolski | Arena Częstochowa Widzów: 9 000 Sędzia: Paweł Słupski |
| 10 runda 26 czerwca 2022 | 9. Madsen 12 (2,1,3,2,3,1) 10. Smektała 7 (0,3,2,2,d,d) 11. Woryna 8 (w,1,2,2,3,0) 12. Jeppesen 1 (1,–,–,–,–) 13. Lindgren ZZ 14. Świdnicki 7 (2,2,2,0,1) 15. Miśkowiak 15 (3,3,2,3,1,3) 16. Kupiec ns | 50:40 | 1. Woźniak 6 (1,1,1,1,2) 2. Thomsen 2 (2,–,–,–) 3. Vaculík 15 (3,3,3,2,2,2) 4. P. Hansen 1 (0,0,–,0,1) 5. Zmarzlik 14 (3,3,1,3,1,3) 6. Paluch 2 (1,1,0,0) 7. Hurysz 0 (0,–,0) 8. Jasiński 0 (0,0) | Arena Częstochowa Widzów: 9 000 Sędzia: Paweł Słupski |

| 11 runda 8 lipca 2022 | Moje Bermudy Stal Gorzów Wielkopolski | 54:36 | ZOOLeszcz GKM Grudziądz | Stadion im. Edwarda Jancarza Widzów: 10 200 Sędzia: Krzysztof Meyze |
| 11 runda 8 lipca 2022 | 9. Woźniak 8 (1,3,1,3,1) 10. Thomsen 12 (3,2,3,1,3) 11. Vaculík 11 (3,2,3,3,–) 12. P. Hansen 0 (0,0,–,–) 13. Zmarzlik 14 (3,3,2,3,3) 14. Hurysz 1 (0,1,0) 15. Paluch 4 (3,1,0) 16. Jasiński 3 (w,2,1) | 54:36 | 1. Kasprzak 9 (0,2,2,1,2,2) 2. Rafalski 0 (–,–,–,–,–) 3. Jakobsen 8 (2,2,1,3,0,0) 4. Prz. Pawlicki 9 (2,3,1,1,w,2) 5. Tarasienko ZZ 6. Pludra 4 (1,u,2,1,0) 7. Łobodzińśki 2 (2,0,–) 8. Krakowiak 4 (1,0,0,1,2) | Stadion im. Edwarda Jancarza Widzów: 10 200 Sędzia: Krzysztof Meyze |

| 12 runda 17 lipca 2022 | For Nature Solutions Apator Toruń | 47:43 | Moje Bermudy Stal Gorzów Wielkopolski | Motoarena Toruń im. Mariana Rosego Widzów: 11 986 Sędzia: Michał Sasień |
| 12 runda 17 lipca 2022 | 9. Przedpełski 9 (0,2,1,3,2,1) 10. Lambert 12 (2,3,0,3,2,2) 11. J. Holder 10 (1,1,3,1,2,2) 12. Sajfutdinow ZZ 13. Dudek 12 (0,3,2,3,1,3) 14. Zieliński 1 (1,–,–) 15. Lewandowski 3 (3,0,0,0) 16. Affelt 0 (0) | 47:43 | 1. Woźniak 7 (2,2,2,1,0) 2. Thomsen 8 (3,1,1,3,0) 3. Vaculík 10 (3,1,3,0,3) 4. P. Hansen 4 (3,0,1,0) 5. Zmarzlik 10 (2,2,2,3,1) 6. Paluch 3 (2,1,0) 7. Stojanowski 1 (0,0,1) 8. Jasiński ns | Motoarena Toruń im. Mariana Rosego Widzów: 11 986 Sędzia: Michał Sasień |

| 13 runda 22 lipca 2022 | Moje Bermudy Stal Gorzów Wielkopolski | 47:43 | Fogo Unia Leszno | Stadion im. Edwarda Jancarza Widzów: 11 600 Sędzia: Michał Sasień |
| 13 runda 22 lipca 2022 | 9. Woźniak 10 (3,3,0,1,3) 10. Thomsen 10 (3,2,2,2,1) 11. Vaculík 0 (0,u,–,–) 12. P. Hansen 6 (1,3,2,0,0) 13. Zmarzlik 14 (2,3,3,3,3) 14. Stojanowski 0 (w,0,0) 15. Paluch 4 (2,0,2) 16. Jasiński 3 (1,1,1) | 47:43 | 1. Doyle 10 (2,2,3,3,0) 2. Kołodziej 10 (3,1,1,3,2) 3. Bellego 5 (1,2,2,0) 4. Lidsey 5 (1,w,1,2,1) 5. Pi. Pawlicki 7 (0,1,3,1,2) 6. Ratajczak 5 (3,2,0) 7. Mencel 1 (1,0,0) | Stadion im. Edwarda Jancarza Widzów: 11 600 Sędzia: Michał Sasień |

| 14 runda 7 sierpnia 2022 | Motor Lublin | 59:31 | Moje Bermudy Stal Gorzów Wielkopolski | Stadion MOSiR Bystrzyca w Lublinie Widzów: 8 500 Sędzia: Michał Sasień |
| 14 runda 7 sierpnia 2022 | 9. Hampel 12 (3,2,2,2,3) 10. Bowes 0 (–,–,–,–,–) 11. Drabik 11 (2,2,1,3,3) 12. G. Łaguta ZZ 13. Michelsen 9 (0,3,2,1,3) 14. Lampart 11 (3,2,3,3,0) 15. Cierniak 5 (2,0,2,1,0) 16. Kubera 11 (3,1,3,2,2) | 59:31 | 1. Woźniak 7 (1,1,1,2,2) 2. Thomsen 8 (3,2,d,2,1) 3. P. Hansen 2 (0,1,1,0,0) 4. Jasiński 3 (1,0,0,1,1) 5. Zmarzlik 10 (1,3,3,3,–) 6. Bartkowiak 1 (1,0,0) 7. Hurysz 0 (0,0,0) 8. Pollestad ns | Stadion MOSiR Bystrzyca w Lublinie Widzów: 8 500 Sędzia: Michał Sasień |

| 15 runda 21 sierpnia 2022 | For Nature Solutions Apator Toruń | 46:44 | Moje Bermudy Stal Gorzów Wielkopolski | Motoarena Toruń im. Mariana Rosego Widzów: 12 376 Sędzia: Michał Sasień |
| 15 runda 21 sierpnia 2022 | 9. Przedpełski 10 (3,2,1,1,0,3) 10. Dudek 11 (2,3,0,2,1,3) 11. J. Holder 5 (1,2,1,w,1,–) 12. Sajfutdinow ZZ 13. Lambert 12 (1,3,2,3,2,1) 14. Zieliński 3 (1,1,1) 15. Lewandowski 5 (3,0,2,0) 16. Affelt ns | 46:44 | 1. Woźniak 8 (0,3,2,2,1,0) 2. Jasiński 5 (0,1,0,–,3,1) 3. Zmarzlik 19 (2,3,3,3,3,3,2) 4. Vaculík ZZ 5. P. Hansen 9 (3,0,2,2,0,2) 6. Bartkowiak 3 (2,0,1) 7. Hurysz 0 (0,0,0) | Motoarena Toruń im. Mariana Rosego Widzów: 12 376 Sędzia: Michał Sasień |

| 16 runda 28 sierpnia 2022 | Moje Bermudy Stal Gorzów Wielkopolski | 51:39 | For Nature Solutions Apator Toruń | Stadion im. Edwarda Jancarza Widzów: 10 100 Sędzia: Paweł Słupski |
| 16 runda 28 sierpnia 2022 | 9. Woźniak 8 (2,0,2,2,0,2) 10. P. Hansen 0 (0,0,–,–,–) 11. Vaculík 15 (3,2,3,3,2,2) 12. Thomsen ZZ 13. Zmarzlik 18 (3,3,3,3,3,3) 14. Paluch 6 (3,3,w) 15. Bartkowiak 1 (0,0,1) 16. Jasiński 3 (0,1,1,1) | 51:39 | 1. J. Holder 11 (0,2,1,3,2,3,0) 2. Przedpełski 5 (1,2,1,1,–,0) 3. Dudek 5 (1,1,2,1,0,–) 4. Sajfutdinow ZZ 5. Lambert 13 (0,2,3,2,3,2,1) 6. Lewandowski 3 (1,1,1,0) 7. Zieliński 2 (2,–,0) 8. Affelt ns | Stadion im. Edwarda Jancarza Widzów: 10 100 Sędzia: Paweł Słupski |

| 17 runda 2 września 2022 | Moje Bermudy Stal Gorzów Wielkopolski | 45:45 | Zielona-energia.com Włókniarz Częstochowa | Stadion im. Edwarda Jancarza Widzów: 9 600 Sędzia: Krzysztof Meyze |
| 17 runda 2 września 2022 | 9. Woźniak 15 (1,1,3,3,3,1,3) 10. P. Hansen 0 (–,–,0,0,–,0) 11. Vaculík 12 (2,1,3,0,3,3) 12. Thomsen ZZ 13. Zmarzlik 13 (3,2,2,1,3,2) 14. Paluch 2 (2,0,0) 15. Bartkowiak 2 (1,0,1) 16. Jasiński 1 (1,0) | 45:45 | 1. Madsen 10 (3,3,2,2,0) 2. Smektała 6 (0,1,1,2,2) 3. Woryna 2 (0,0,1,0,1) 4. Jeppesen 0 (–,–,–,–) 5. Lindgren 8 (2,1,2,2,1) 6. Miśkowiak 12 (3,3,2,3,1) 7. Świdnicki 7 (0,2,2,3,u) 8. Kupiec ns | Stadion im. Edwarda Jancarza Widzów: 9 600 Sędzia: Krzysztof Meyze |

| 18 runda 4 września 2022 | Zielona-energia.com Włókniarz Częstochowa | 42:48 | Moje Bermudy Stal Gorzów Wielkopolski | Arena Częstochowa Widzów: 16 000 Sędzia: Piotr Lis |
| 18 runda 4 września 2022 | 9. Madsen 10 (2,2,3,2,1) 10. Smektała 6 (2,1,–,0,3) 11. Woryna 7 (1,1,3,1,1) 12. Jeppesen 0 (–,–,–,–) 13. Lindgren 6 (d,1,2,2,1,0) 14. Świdnicki 5 (2,1,0,0,1) 15. Miśkowiak 9 (3,3,0,0,3) 16. Kupiec ns | 42:48 | 1. Woźniak 10 (0,3,3,1,1,2) 2. P. Hansen 6 (1,2,1,0,2,w) 3. Zmarzlik 17 (3,2,3,3,3,3) 4. Thomsen ZZ 5. Vaculík 14 (2,3,3,2,2,2) 6. Paluch 1 (1,0,0) 7. Bartkowiak 0 (0,0,0) 8. Jasiński ns | Arena Częstochowa Widzów: 16 000 Sędzia: Piotr Lis |

| 19 runda 11 września 2022 | Moje Bermudy Stal Gorzów Wielkopolski | 51:39 | Motor Lublin | Stadion im. Edwarda Jancarza Widzów: 15 200 Sędzia: Krzysztof Meyze |
| 19 runda 11 września 2022 | 9. Woźniak 11 (1,3,1,1,2,3) 10. P. Hansen 6 (2,0,0,2,2,0) 11. Vaculík 14 (3,1,2,3,3,2) 12. Thomsen ZZ 13. Zmarzlik 16 (2,3,2,3,3,3) 14. Paluch 2 (w,1,1) 15. Bartkowiak 2 (2,0,0) 16. Jasiński ns | 51:39 | 1. Michelsen 4 (0,1,3,d,–) 2. Drabik 3 (0,2,0,1,–) 3. Hampel 5 (2,1,2,d,1,0) 4. Bowes 0 (–,–,–,–,–) 5. G. Łaguta ZZ 6. Lampart 2 (1,0,1,0) 7. Cierniak 8 (3,2,0,2,1) 8. Kubera 16 (3,3,3,3,1,2,1) | Stadion im. Edwarda Jancarza Widzów: 15 200 Sędzia: Krzysztof Meyze |

| 20 runda 25 września 2022 | Motor Lublin | 53:37 | Moje Bermudy Stal Gorzów Wielkopolski | Stadion MOSiR Bystrzyca w Lublinie Widzów: 8 987 Sędzia: Krzysztof Meyze |
| 20 runda 25 września 2022 | 9. Hampel 12 (1,2,3,1,3,2) 10. Bowes 0 (–,–,–,–,–) 11. Drabik 10 (2,3,0,2,2,1) 12. G. Łaguta ZZ 13. Michelsen 7 (1,3,0,1,w,2) 14. Cierniak 3 (w,1,2) 15. Lampart 6 (3,2,1) 16. Kubera 15 (3,2,2,3,2,3) | 53:37 | 1. Woźniak 2 (0,1,1,0,0,w) 2. P. Hansen 2 (0,1,0,–,–,1) 3. Thomsen ZZ 4. Zmarzlik 19 (2,3,3,3,2,3,3) 5. Vaculík 10 (3,2,1,0,3,1,0) 6. Paluch 3 (2,0,0,1) 7. Bartkowiak 1 (1,–,0) 8. Jasiński ns | Stadion MOSiR Bystrzyca w Lublinie Widzów: 8 987 Sędzia: Krzysztof Meyze |

### Bilans meczów
| Runda    | 1 | 2 | 3 | 4 | 5 | 6 | 7 | 8 | 9 | 10 | 11 | 12 | 13 | 14 | 15 | 16 | 17 | 18 | 19 | 20 |
| Miejsce  | D | W | D | W | D | W | D | W | D | W  | D  | W  | D  | W  | W  | D  | D  | W  | D  | W  |
| Rezultat | P | P | Z | Z | Z | P | Z | Z | Z | P  | Z  | P  | Z  | P  | P  | Z  | R  | Z  | Z  | P  |
| Pozycja  | 5 | 6 | 4 | 3 | 3 | 3 | 3 | 3 | 2 | 2  | 2  | 3  | 3  | 3  | 4  | 3  | 3  | 2  | 1  | 2  |

Legenda:       runda zasadnicza: rundy 1–14;       play-off: rundy 15–20;       1. miejsce;       2. miejsce;       3. miejsce;       baraż o prawo startu w ekstralidze w 2023 roku;       spadek
D – mecz rozgrywany u siebie; W – mecz rozgrywany na wyjeździe; Z – zwycięstwo; P – przegrana; R – remis